# Choéphore
Dans la Grèce antique, les choéphores étaient les personnes (hommes ou femmes) qui étaient chargés d'apporter les offrandes aux morts,.

## Étymologie
Le terme « choéphore » trouve son origine dans l'ancien grec χοηφόρος, khoêphóros (« portant une libation »), composé de χοή, khoê (« libation ») et de φόρος, phóros (« porteur »).

## Tragédie

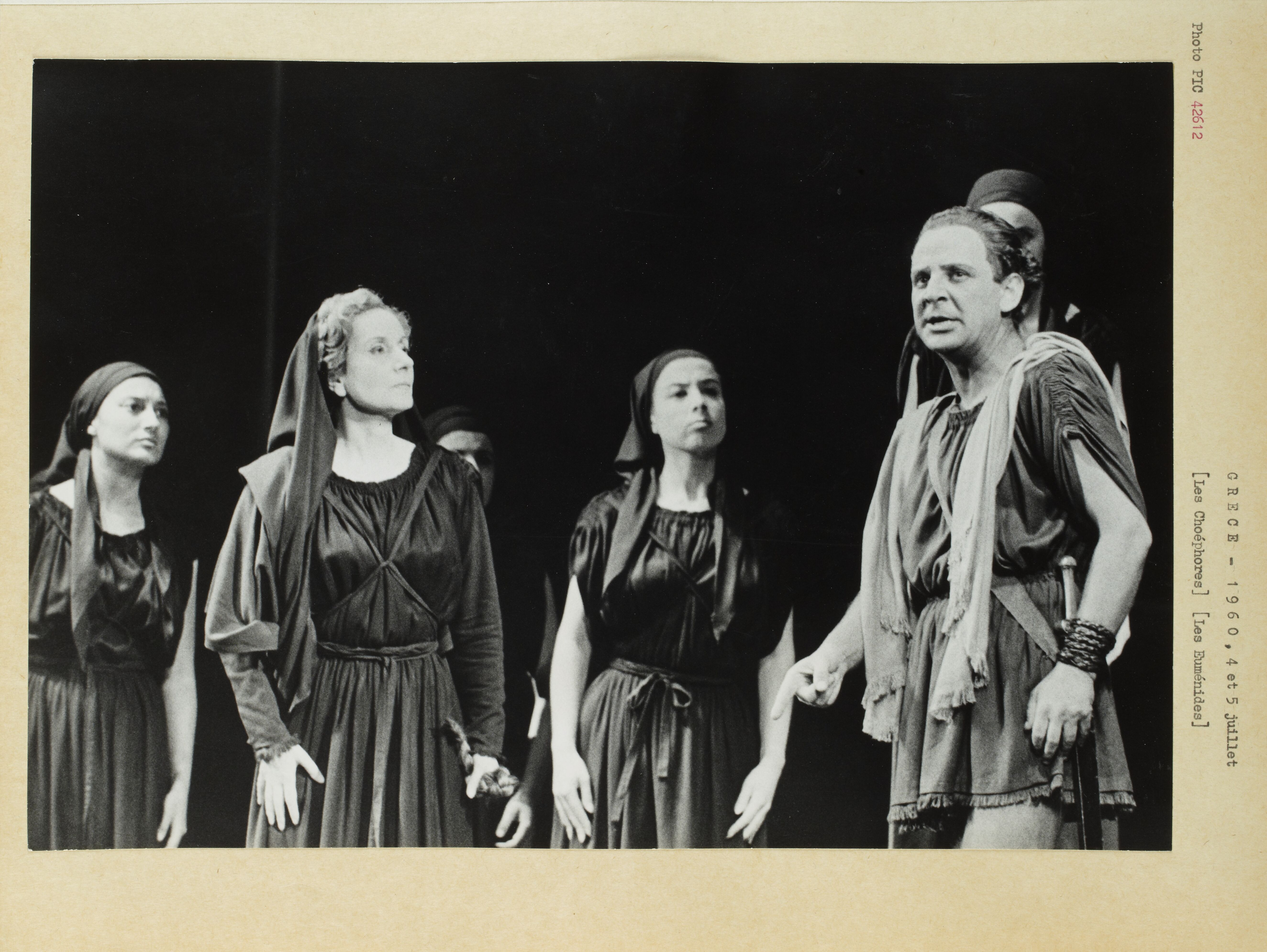
Représentation de Les Choéphores d'Eschyle en 1960 au théâtre Sarah-Bernhardt à Paris.

Les Choéphores est une tragédie d'Eschyle représentée en 458 av. J.-C.. Deuxième partie de la trilogie l'Orestie, elle fait suite à Agamemnon et précède Les Euménides. Si la première partie raconte le meurtre d'Agamemnon à son retour de Troie par sa femme Clytemnestre et son amant Egisthe, Les Choéphores décrit la vengeance d'Oreste et de sa sœur Electre, qui se termine par le meurtre de sa mère et de l'amant de sa mère[réf. souhaitée].

« Oreste : Que vois-je ? Quel est ce rassemblement de femmes vêtues de robes noires ? Qu’est-il arrivé ? Quelle calamité nouvelle est tombée sur cette demeure ? Viennent-elles apporter à mon père les libations qui apaisent les morts ? »

— Eschyle